# Paul Oskar Kristeller
Paul Oskar Kristeller (Berlín, 22 de mayo de 1905 - Nueva York, 7 de junio de 1999) fue un filósofo e investigador especialista en temas relacionados con el renacimiento, el humanismo y los manuscritos de filósofos de ese período. Es considerado el más importante de los investigadores sobre el renacimiento durante el siglo XX.
Concluyó sus estudios en la universidad de Heidelberg, doctorándose en 1928 con una tesis sobre la filosofía de Plotino. Realizó sus estudios de posdoctorado en Berlín y en Friburgo; allí estudió con Heidegger. En los años 30 enseñó como lector de alemán en la Scuola Normale Superiore de Pisa. En 1939, tras las leyes raciales emanadas en Italia y en Alemania, huyó de Italia a los Estados Unidos, donde enseñó en la Universidad de Yale y luego en la Universidad de Columbia, en la que terminó su carrera siendo professor emeritus. 
El tema principal de su producción filosófica es el estudio de la filosofía del humanismo: defiende la línea de continuidad entre el Renacimiento y la Edad Media. Dedicó algunos trabajos a estudiar la figura de Marsilio Ficino, Pietro Pomponazzi y Giambattista Vico, entre otros.
Entre 1963 y 1992 elaboró una descripción particularizada de manuscritos de los archivos de Italia sobre el Renacimiento. Sus resultados son seis volúmenes llamados Iter italicum (paráfrasis de la obra mucho más modesta de Martin Gerbert, Iter alemannicum).

## Obras en castellano
- Paul Oskar Kristeller, Ocho filósofos del Renacimiento italiano, traducción de M. Martínez Peñaloza, Fondo de cultura económica, México, 1982.
- Paul Oskar Kristeller, “El mito del ateísmo renacentista y la tradición francesa del librepensamiento”, Notas y estudios de filosofía (San Miguel de Tucumán), 4.13 (enero-marzo de 1953), pp. 1-14.
- Paul Oskar Kristeller, El pensamiento renacentista y sus fuentes, traducción de Federico Patán López, Fondo de cultura económica, Madrid, 1993.